# Johan G. Havemann
Johan Gunnar Havemann (16. januar 1910 i København – 18. december 1998) var en dansk købmand og direktør.
Han var søn af købmand Johan Havemann, som blev myrdet 1944, og hustru Paula f. Wandel Petersen, tog realeksamen fra Schneekloths Skole 1926, stod i handelslære (Magasin du Nord, Nørrebro) 1926-29 og blev dimitteret fra fra Niels Brocks Handelsskole 1931. 
Havemann fik sin uddannelse inden for fabrikation, engros- og detailhandel (stormagasiner) i Berlin, Wien, Lyon, Paris og London 1931-33 og blev ansat i Magasin du Nords Vesterbro-afdeling 1933. Denne afdeling blev fra 1938 overtaget af faderen som Havemanns Magasin, og Johan G. Havemann avancerede til afdelingschef, disponent og i 1942 direktør. 1944 blev han adm. direktør efter faderens død.
Han var medlem af bestyrelsen for Havemanns Magasin A/S fra 1942, formand fra 1944; næstformand i bestyrelsen for Foreningen til Unge Handelsmænds Uddannelse fra 1956; medlem af præsidiet for International Student Centre; medlem af repræsentantskabet for Boligfonden for enlige mødre fra 1967; præsident for Valby-Vesterbro Rotary Klub 1951-52; formand for bestyrelsen for Johan Havemanns Mindefond og for Familien Havemanns Fond.
Havemann blev gift 29. september 1939 med Else Knock (16. februar 1920 i København – 2000), datter af grosserer Johan E. Knock (død 1953) og hustru Olga f. Prior (død 1973).